# Olwita (przystanek kolejowy)
Olwita (lit. Alvitas) – przystanek kolejowy w pobliżu miejscowości Šiaudiniškiai, w rejonie wyłkowyskim, w okręgu mariampolskim, na Litwie. Położony jest na linii Kowno – Kibarty. Nazwa pochodzi od pobliskiej wsi Olwita.